# Xenoperdix
Xenoperdix Dinesen, Lehmberg, Svendsen, Hansen & Fjeldså, 1994, che significa «pernice strana», è un genere di uccelli che raggruppa due specie di pernici africane note come «xenopernici». Misurano una trentina di centimetri di lunghezza, dal becco alla coda. Endemiche della Tanzania, vivono nelle foreste di alta quota delle montagne dell'Udzungwa e dei monti Rubeho.
Una prima specie, la pernice degli Udzungwa (X. udzungwensis), venne descritta, assieme al suo nuovo genere, nel 1994. Nel 2003 venne scoperta una seconda popolazione, considerata inizialmente una sottospecie di udzungwensis con la denominazione obscuratus. Nel 2005 venne proposto di considerare questa popolazione come specie a sé, la pernice dei Rubeho (X. obscuratus). BirdLife International e l'Unione internazionale per la conservazione della natura, tuttavia, non applicano tale separazione e riconoscono una specie soltanto, considerata «in pericolo».

## Descrizione
Le xenopernici misurano circa 29 cm di lunghezza, di cui 6-7 costituiti dalla coda. Pesano 220-239 g; il maschio è leggermente più grande. Le parti superiori sono di colore rosso caldo barrato di nero; le parti inferiori sono grigie e pesantemente macchiate di nero. La gola e il sopracciglio sono di colore arancio-rossastro. Il becco è rosso, le zampe e le dita gialle. Il piumaggio dei giovani non è ancora stato descritto.
La pernice dei Rubeho è complessivamente più piccola di quella degli Udzungwa ed ha una coda più piccola. Le altre differenze tra le due specie del genere sono state riussunte da Bowie e Fjeldså come segue:
| Caratteristica       | Pernice degli Udzungwa                                                   | Pernice dei Rubeho                                                                                                  |
| -------------------- | ------------------------------------------------------------------------ | --- |
| Corda alare          | 137,5-149,0 mm                                                           | 130,8-137,0 mm |
| Lunghezza della coda | 68,0-73,0 mm                                                             | 57,5-61,8 mm |
| Faccia               | Prevalentemente bruno-arancio                                            | Bruno-arancio con fitte macchioline scure                                                                           |
| Collo                | Collare di piume bianche sulla maggior parte, con macchie nere variabili | Nessun collare, ma piuttosto un arco di macchie nere al confine tra il grigio della gola e il verde oliva del petto |
| Sottocoda            | Ocraceo                                                                  | Leggera traccia di ocra solo all'estremità delle piume                                                              |
| Remiganti secondarie | Barrature ben evidenti                                                   | Barrature meno distinte                                                                                             |
| Copritrici alari     | Barrate di nero e ocra                                                   | Grigie con margini distali biancastri che conferiscono un effetto squamato                                          |
| Timoniere            | Larghe 15-20 mm                                                          | Più strette (11-14 mm) e con le barre delle penne centrali meno distintamente nere                                  |

Le xenopernici somigliano un po' al francolino squamato (Pternistis squamatus), ma quest'ultimo è più grande e nel complesso ha una colorazione più scura; inoltre non si spinge mai nelle foreste.

## Biologia
Louis A. Hansen ha descritto il canto di questi uccelli come un teedli teedli fischiante, ma possono anche emettere un grido dolce e acuto o un grido esplosivo quando sono allarmati. Il loro richiamo si ode soprattutto al mattino, e forse con maggior regolarità durante la stagione delle piogge, che corrisponderebbe alla stagione riproduttiva. Questi uccelli si spostano per lo più in gruppi da 3 a 13 individui, generalmente otto.
Le xenopernici si nutrono di invertebrati, ad esempio coleotteri, e di semi che trovano nella lettiera di foglie che copre il suolo della foresta. Il comportamento riproduttivo è pressoché sconosciuto: sono stati osservati adulti con i piccoli a fine novembre, inizio dicembre e inizio gennaio; dal momento che la stagione delle piogge va da novembre a marzo, è probabile che la stagione riproduttiva coincida con essa. I giovani possono essere visti in ogni periodo dell'anno, ma soprattutto da febbraio a luglio.

## Distribuzione e habitat

Distribuzione del genere Xenoperdix in Tanzania: in rosso, a nord, quella della pernice dei Rubeho; in blu, a sud, quella della pernice degli Udzungwa.

Le xenopernici si incontrano solamente sulle montagne dell'Udzungwa e sulle alture di Rubeho, in Tanzania, dove sono state individuate solo in alcune località. Vivono tra 1300 e 2400 m di altitudine. Sugli Udzungwa, la specie è presente sui monti Ndundulu e Luhombero – parte del primo e tutto il secondo ricadono entro i confini del parco nazionale dei monti Udzungwa – nonché sul monte Nyumbanitu, nella riserva forestale del West Kilombero. 150 km più a nord, la seconda specie è stata trovata sui monti Rubeho, nella foresta dei monti Chugu.
Il loro habitat è costituito dalle antiche foreste sempreverdi, soprattutto su terreni scoscesi e rocciosi. Vivono anche su terreni pianeggianti e prediligono in particolare il sottobosco di Cyperus e felci. Nonostante le foreste che offrono loro rifugio ospitino ancora alberi del genere Podocarpus, in certe zone dominano tuttavia altre essenze, come Hagenia abyssinica. Questi uccelli riposano stando appollaiati su alberi o cespugli tra quattro e otto metri dal suolo, in gruppi che contano più di una decina di individui.

## Tassonomia
Il genere Xenoperdix venne descritto nel 1994 da Lars Dinesen e quattro coautori, dopo la scoperta nel 1991 sulle montagne dell'Udzungwa di una nuova specie di fasianide che costituisce la specie tipo del genere, X. udzungwensis. La sua scoperta è stata in seguito ritenuta una delle maggiori scoperte degli ultimi anni nell'ambito dell'ornitologia.
Nel marzo 2000, con sua grande sorpresa, Jacob Kuire scoprì la specie anche sui monti Rubeho, riuscendo a catturarne degli adulti nel dicembre 2000 (a 6°50′S 36°34′E) e nel gennaio 2001. Nel 2003, insieme a Jon Fjeldså, uno dei descrittori di X. udzungwensis e del suo genere, descrisse questa nuova popolazione di xenopernice come una sottospecie di X. udzungwensis, battezzandola X. u. obscuratus. Il genere rimase quindi monospecifico fino a quando la popolazione dei monti Rubeho non venne riconosciuta come una specie distinta, a seguito di un esame delle sue caratteristiche morfologiche e molecolari. Tra le due popolazioni non sembra esserci alcun flusso genico, soprattutto perché tra i due massicci montuosi dove abitano si estende una zona intermedia relativamente arida che sembra essere poco propizia a questi fasianidi.
Tuttavia BirdLife International, così come l'Unione internazionale per la conservazione della natura, considerano minori tali differenze e non hanno adottato la suddivisione in due specie. Gli autori della scissione, comunque, per giustificare il loro operato, fanno perno sull'isolamento geografico delle due popolazioni e sulla loro separazione genetica e morfologica, e insistono sul fatto che lo status di specie è fondamentale per la protezione di un'entità biologica, temendo che lo status di semplice popolazione relitta isolata non sia abbastanza.
Secondo il Congresso ornitologico internazionale, le specie riconosciute sono due:
- Xenoperdix udzungwensis Dinesen, Lehmberg, Svendsen, Hansen e Fjeldså, 1994 – pernice degli Udzungwa, diffusa sulle montagne dell'Udzungwa, alle quali deve l'appellativo specifico;
- Xenoperdix obscuratus Fjeldså e Kuire, 2003 – pernice dei Rubeho, diffusa sui monti Rubeho; deve il suo epiteto specifico, obscuratus, al collare incompleto e formato da macchioline, piuttosto discreto rispetto a quello della sottospece nominale.[14]

Nella sua descrizione originaria il genere Xenoperdix veniva accostato ai generi più primitivi delle pernici di foresta delle regioni asiatiche, Arborophila e Rollulus. I dati molecolari raccolti nel 2006 hanno confermato che questo raggruppamento è monofiletico, tanto che gli autori hanno proposto di creare una sottofamiglia apposita, Arborophilinae, per distinguerlo dagli altri Perdicinae. Sembrerebbe quindi che l'antenato comune di questi diversi gruppi di uccelli abbia colonizzato l'Africa all'inizio del Miocene, in seguito alla chiusura della Tetide.

## Conservazione
Nel 1994, quando venne scoperta X. udzungwensis, l'Unione internazionale per la conservazione della natura la classificò come «specie in pericolo», ribadendo tale assegnazione nel 1996. Nel 2000, il suo status venne riveduto e cambiato in «vulnerabile», ovvero a un grado di minaccia inferiore, ma le revisioni del 2004, 2007 e 2008 riportarono tale status alla classificazione originaria. La specie X. obscuratus non figura sulla lista rossa della IUCN come specie a sé stante, in quanto in tale sede è ancora considerata una sottospecie di udzungwensis, ma è pur sempre considerata una popolazione in via di estinzione e meritevole di particolare attenzione per quanto riguarda la conservazione.
Le xenopernici occupano un areale molto piccolo, che copre circa 580 km², e la loro popolazione viene stimata tra i 2000 e i 2700 individui maturi. Questi effettivi non sono né in calo né in aumento, ma variano da un anno all'altro. Le principali minacce che gravano su questi uccelli sono la caccia con le trappole, che seppur praticata su piccola scala potrebbe avere gravi conseguenze sulla loro demografia, il disturbo arrecato alle foreste da esseri umani o elefanti, gli incendi boschivi e la scomparsa del loro habitat, che le renderebbe ancora più suscettibili alle minacce precedenti. Nei confronti di questi uccelli è stato osservato anche un caso di predazione da parte di una genetta (Genetta sp.). Una migliore conoscenza dell'ecologia e degli effettivi delle xenopernici sarebbe utile per mettere a punto strategie di conservazione appropriate.